# نیکولای زینین
نیکولای زینین (روسی: Никола́й Никола́евич Зи́нин؛ ۲۵ اوت ۱۸۱۲ – ۱۸ فوریهٔ ۱۸۸۰) یک شیمی‌دان اهل روسیه بود. مطالعات وی بر روی تراکم بنزوئین در شیمی آلی از دلایل شهرت وی است.